# Bill Goldberg
William Scott Goldberg, meglio conosciuto come Bill Goldberg o semplicemente Goldberg (Tulsa, 27 dicembre 1966), è un attore, ex wrestler ed ex giocatore di football americano statunitense.
È un quattro volte campione del mondo, avendo vinto il WCW World Heavyweight Championship, il WWE World Heavyweight Championship e due volte il WWE Universal Championship; è stato anche due volte WCW United States Champion e una volta WCW World Tag Team Champion (con Bret Hart). Nel 2003 è stato riconosciuto come il primo campione mondiale imbattuto nella storia del wrestling. Nel 2018 è stato introdotto nella WWE Hall of Fame.
Nella sua carriera da wrestler professionista, ha ottenuto 322 vittorie su 378 match disputati, rimanendo anche imbattuto per 462 giorni consecutivi (dal 22 settembre 1997 al 27 dicembre 1998); durante il periodo di imbattibilità ha vinto 173 incontri consecutivi.

## Carriera nel football americano
Si fece notare fin dall'adolescenza per le sue doti tecniche e atletiche nell'ambito del football americano. Giocando nel ruolo di defensive tackle, divenne una stella della Thomas Edison High School di Tulsa (Oklahoma) ed in seguito dei Georgia Bulldogs, squadra dell'Università della Georgia in cui militò ininterrottamente dal 1985 al 1989; durante la sua carriera al college venne incluso nella formazione ideale della Southeastern Conference nel 1988.
Nonostante le grandi aspettative nei suoi confronti, l'opportunità di sbarcare nel circuito della National Football League tardò ad arrivare poiché, durante l'ultimo anno all'Università della Georgia, risultò positivo ad un test anti-marijuana. Durante il draft del 1990 fu l'11ª scelta dei Los Angeles Rams, che però non lo impiegarono mai in prima squadra e lo cedettero ai Sacramento Surge nella stagione successiva; con i Surge vinse il World Bowl contro gli Orlando Thunder nel 1992. Dopo un anno passato a Sacramento, venne acquistato dagli Atlanta Falcons, con cui disputò 14 partite in NFL.
Nel 1995, dopo un breve periodo di off-season con i Carolina Panthers, subì uno strappo ai muscoli adduttori dell'anca che pose fine alla sua carriera nel football americano.

## Carriera nel wrestling

### World Championship Wrestling (1996–2001)

#### Gli inizi (1996–1997)
Goldberg iniziò a dedicarsi al wrestling nel 1996, anno in cui fu messo sotto contratto dalla World Championship Wrestling e cominciò ad allenarsi sotto la supervisione di Dwayne Bruce presso il WCW Power Plant. Il suo primo incontro risale al 24 giugno 1997: combatté e vinse un match contro Buddy Landell utilizzando lo pseudonimo Bill Gold.
Rimase tuttavia nell'anonimato sino al suo debutto in uno show televisivo, avvenuto il 22 settembre: presentato come Bill Goldberg, affrontò e sconfisse Hugh Morrus, suscitando un buon impatto nel pubblico. Iniziò ad imporsi nella federazione dominando i suoi incontri e chiudendo le contese in poco tempo. Grazie alla sua gimmick di lottatore indistruttibile divenne in breve tempo un beniamino dei fan, i quali lo apprezzavano sia per il suo carisma che per la sua prestanza fisica.

#### Striscia di imbattibilità (1997–1998)
Goldberg inanellò una striscia di vittorie (secondo la WCW, 173 in quindici mesi), tutte ottenute in meno di cinque minuti. Al termine di ogni match era solito urlare: "Who's next?!" (Chi è il prossimo?!), mentre all'inizio del match all'avversario designato diceva: "You're next!" (Tu sei il prossimo!).
Conquistò il suo primo titolo, il WCW United States Heavyweight Championship, il 19 aprile 1998, contro Raven. Iniziò ad assumere lo status di top face della federazione, vincendo sempre più match senza neanche subire una sconfitta. Iniziò quindi una faida con il New World Order, in particolare con il leader della stable Hollywood Hogan. I due si sfidarono il 6 luglio 1998 con in palio il WCW World Heavyweight Championship. Goldberg vinse il match e si laureò per la prima volta campione del mondo; contestualmente decise di rendere vacante lo United States Heavyweight Championship ancora in suo possesso.
La sua striscia di imbattibilità finì il 27 dicembre, quando perse match e titolo contro Kevin Nash a Starrcade; Nash ricevette un grande aiuto da Scott Hall, il quale colpì Goldberg con un taser. Goldberg sfidò quindi Hall, vincendo, in un Ladder Taser match, un particolare tipo di match nel quale vince il wrestler che colpisce per primo con il taser l'avversario.

#### Regni titolati (1998–1999)
Nella prima parte del 1999 ebbe vari problemi, a causa prima di un infortunio al ginocchio destro e poi a seguito di una lombalgia che lo portò ad apparire sempre meno frequentemente, nonostante questo disputa alcuni incontri in ppv contro Kevin Nash e Bam Bam Bigelow per poi prendersi una pausa definitiva nel mese di maggio. Vinse nuovamente lo United States Championship il 24 ottobre 1999, sconfiggendo Sid Vicious ad Halloween Havoc. Più tardi, nel corso della serata, rispose alla sfida aperta lanciata da Sting per il World Heavyweight Championship; Goldberg vinse il match in pochi minuti. Tuttavia, nella successiva puntata di Nitro, il commissioner J.J. Dillon disse che il match non era stato dichiarato sanzionato dalla WCW e che la vittoria del titolo era da considerarsi annullata. Goldberg perse il titolo la sera stessa contro Bret Hart, grazie all'intervento di Kevin Nash, Scott Hall e Sid Vicious, che lo colpirono ripetutamente mentre l'arbitro era incosciente. Qualche tempo dopo, Goldberg e Hart unirono le forze per lottare contro i Creative Control per il WCW World Tag Team Championship, titoli che conquistarono il 7 dicembre ma che persero la settimana successiva contro gli Outsiders (Kevin Nash e Scott Hall).

#### Faida con Bret Hart (1999–2000)
A Starrcade 1999, il 19 dicembre Goldberg sfidò Bret Hart per il WCW World Heavyweight Championship. Il match ricordò molto lo Screwjob di Montréal per via del finale controverso: prima Hart stese l'arbitro per errore, poi Goldberg lo colpì Hart con una spear; per sostituire l'arbitro svenuto arrivò lentamente Roddy Piper, che diede al canadese il tempo di rialzarsi e eseguire la Sharpshooter, per poi decretare la vittoria di Hart nonostante Goldberg non avesse ceduto. Nel corso del match, Goldberg colpì alla testa l'atleta canadese con un calcio stiff e Hart subì un trauma cranico e la rottura di un muscolo del collo. Tuttavia, nell'arco di un paio di settimane, Hart fu costretto ad abbandonare definitivamente la carriera di wrestler per i danni cerebrali subiti, trasformatisi in una sindrome da post-commozione cerebrale. Hart ha più volte sottolineato che il colpo al volto subito da Goldberg è stata solo la goccia che ha fatto traboccare il vaso: aveva infatti già subito diversi infortuni, anche più gravi, nel corso degli anni e quindi la sua carriera era prossima alla conclusione. Sebbene Hart avesse inizialmente sostenuto di non avere nulla contro Goldberg, classificando quanto accaduto come un incidente come tanti altri, negli anni successivi ha spesso mostrato rancore, tanto da criticare pesantemente il suo stile di lotta.
Poco tempo dopo, Goldberg s'infortunò nel corso di una sequenza girata mentre inseguiva la limousine del New World Order nel parcheggio: la storyline prevedeva che Goldberg avrebbe dovuto rompere con un pugno il cristallo anteriore della macchina, e per questo aveva indossato le adeguate protezioni su entrambe le mani; il wrestler utilizzò tuttavia troppa forza e subì un infortunio all'avambraccio.
Recuperata la forma, tornò a lottare nel mese di maggio del 2000, interferendo nel corso di una puntata di Nitro nel match tra Kevin Nash ed il team Tank Abbott - Scott Steiner. Il mese successivo, interferì durante il match per il WCW World Heavyweight Championship tra lo stesso Nash e Jeff Jarrett, diventando heel per la prima volta in carriera ed alleandosi alla stable del New Blood. L'angle non durò molto, poiché Goldberg si infortunò nuovamente e fu costretto a fermarsi ancora.

#### Varie faide (2000–2001)
Dopo dieci mesi tornò lottare e nell'ottobre del 2000 iniziò una nuova striscia di imbattibilità di 13 vittorie sotto la minaccia di licenziamento da parte di Vince Russo in caso di sconfitta, in quel periodo sconfisse Lex Luger (per due volte), Buff Bagwell, Billy Kidman, Jim Duggan, Kevin Nash (per due volte), Kwee Wee, Wrath, Bam Bam Bigelow, Shawn Stasiak e i Kronik. La serie di vittorie terminò il 14 gennaio 2001 nel corso del pay-per-view Sin quando Goldberg, lottando assieme al suo allenatore ai tempi del Power Plant Dwayne Bruce, perse contro i Totally Buff (Buff Bugwell e Lex Luger); all'origine della sconfitta ci fu l'azione di un fan (kayfabe), il quale spruzzò dello spray negli occhi di Goldberg permettendo ai Totally Buff di schienarlo. Quest'angle fu reso necessario per permettere a Goldberg di allontanarsi per qualche tempo dall'azione per operarsi alla spalla.
Nel marzo del 2001 la World Championship Wrestling fu acquisita dalla rivale World Wrestling Federation mentre Goldberg era ancora in riabilitazione per l'infortunio. Tuttavia Da Man non era direttamente sotto contratto con la WCW, ma con la Time Warner, e quindi non passò alla WWF e non prese parte alla storyline dell'Invasion.

### All Japan Pro Wrestling (2002–2003)
Il rapporto di Bill Goldberg con la Time Warner terminò nel maggio del 2002, quando le due parti si accordarono su una buonuscita. Nel suo periodo lontano dal ring, soffrì di un infortunio al braccio subìto nel corso di una gara automobilistica svoltasi a Long Beach (California).
Nel mese di luglio firmò un contratto con la federazione giapponese All Japan Pro Wrestling. Il 30 agosto, al debutto sconfisse Satoshi Kojima. Combatté due ulteriori match singoli, contro Taiyo Kea e contro Rick Steiner, dalla quale uscì vincitore. L'ultimo match in AJPW fu un tag team match combattuto insieme a Keiji Muto, contro i KroniK (Brian Adams e Bryan Clark). Dopo quest'ultima vittoria, Goldberg, cominciò a trattare un accordo con la World Wrestling Entertainment.

### World Wrestling Entertainment

#### Varie faide (2003)
Nel marzo 2003, Goldberg firmò un contratto annuale con la World Wrestling Entertainment (WWE). Il suo debutto venne annunciato attraverso un video promozionale trasmesso durante WrestleMania XIX.
Fece il suo esordio la sera successiva, nel corso della puntata di Raw del 31 marzo, interrompendo un segmento con protagonista The Rock e colpendolo con una spear. L'ostilità tra i due proseguì per diverse settimane, alimentata anche da un episodio noto come The Rock Concert, in cui The Rock e Gillberg derisero pubblicamente Goldberg. Lo scontro culminò a Backlash, il 27 aprile, dove Goldberg ottenne una vittoria netta nel suo match di debutto, sconfiggendo The Rock con tre spear e la sua finisher, la Jackhammer.
Nelle settimane successive, si affermò come una delle figure più dominanti del roster di Raw, mantenendo un'imbattibilità che si protrasse per oltre sei mesi. Il 5 maggio sconfisse i 3-Minute Warning in un handicap match e, sette giorni dopo, superò Christian in uno Steel Cage match.
In seguito, intraprese una rivalità con Chris Jericho, nata da un conflitto personale e sviluppatasi attraverso una serie di segmenti televisivi e interferenze nei rispettivi match. La rivalità trovò conclusione l’15 giugno a Bad Blood, dove si impose in maniera decisa, rafforzando ulteriormente il suo status di forza dominante all’interno della federazione.

#### World Heavyweight Championship (2003-2004)
Nell’agosto 2003, iniziò una rivalità con Triple H per il World Heavyweight Championship. Il 24 agosto, a SummerSlam, prese parte all’Elimination Chamber match, eliminando tre avversari prima di essere sconfitto da Triple H, che mantenne il titolo con l’aiuto di Ric Flair e l’uso di un martello da fabbro.
La rivalità culminò a Unforgiven, il 21 settembre, dove sconfisse Triple H in un Title vs. Career match, diventando campione mondiale per la prima volta in WWE.
Dopo la sconfitta, Triple H offrì una taglia di 100.000 dollari per chi riuscisse a mettere fuori gioco Goldberg. Fu Batista a riuscirci, colpendolo il 20 ottobre durante un match contro Shawn Michaels causandogli un infortunio alla caviglia.
Nonostante l’infortunio, mantenne il titolo a Survivor Series. Tuttavia, perse il titolo il 14 dicembre a Armageddon, in un triple threat match contro Triple H e Kane, a causa delle continue interferenze dell’Evolution. Il suo regno si chiuse dopo 84 giorni.
Nel 2004 iniziò una faida con Brock Lesnar, alimentata da reciproche interferenze alla Royal Rumble e No Way Out, che portarono a un match a WrestleMania XX. Con Stone Cold Steve Austin come arbitro speciale, Goldberg vinse l’incontro e lasciò la WWE subito dopo.

### Ritorno in WWE (2016–2025)
Nella puntata di Raw del 10 ottobre 2016 venne annunciato che Bill Goldberg sarebbe apparso nello show rosso la settimana successiva per rispondere alla sfida lanciatagli da Paul Heyman, manager di Brock Lesnar. Il 17 ottobre Goldberg fece il suo ritorno in WWE dopo più di dodici anni dalla sua ultima apparizione; nell'occasione fu definito "il più grande campione nella storia della WCW" e venne accolto in maniera trionfale dal pubblico presente all'arena. Il 20 novembre, alle Survivor Series, Da Man vinse il match contro Lesnar in 84 secondi.
Il 29 gennaio 2017 partecipò al Royal Rumble match dell'omonimo pay-per-view, entrando con il numero 28 e venendo eliminato da The Undertaker dopo circa quattro minuti di permanenza sul ring. Nella puntata di Raw del 6 febbraio accettò la sfida lanciatagli da Paul Heyman di combattere per un'ultima volta contro Brock Lesnar a WrestleMania 33; la sera stessa sfidò l'Universal Champion Kevin Owens per un match a Fastlane, dove sconfisse Owens in 22 secondi, grazie anche alla distrazione di Chris Jericho, conquistando così l'Universal Championship per la prima volta in carriera. Tuttavia il 2 aprile, a WrestleMania 33, venne battuto da Lesnar e perse il titolo dopo 28 giorni di regno. La sera dopo, a Raw, annunciò il suo addio alla WWE, non escludendo un ritorno.
Il 15 gennaio 2018 ESPN rivelò che Goldberg risulta tra coloro che verranno introdotti nella WWE Hall of Fame, evento che si verifica ufficialmente il 6 aprile successivo; l'ex campione WCW viene presentato da Paul Heyman.
Nella puntata di SmackDown del 4 giugno 2019 accettò la sfida di The Undertaker in vista di Super ShowDown; all'evento, tenutosi il 7 giugno, è stato sconfitto dal Deadman, subendo peraltro una commozione cerebrale.
Nella puntata di Raw del 5 agosto 2019 sfidò Dolph Ziggler in un match a SummerSlam dopo essere stato attaccato sui social dallo Show-Off nelle settimane precedenti; l'11 agosto seguente, al pay-per-view, Goldberg vinse l'incontro in un minuto e cinquanta secondi.
Nella puntata di SmackDown del 7 febbraio del 2020, sfidò "The Fiend" Bray Wyatt per l'Universal Championship a Super ShowDown, match vinto da Da Man che si laureò Universal Champion per la seconda volta.
Il 25 marzo 2020 a WrestleMania 36, perse il titolo contro Braun Strowman (che sostituì Roman Reigns) dopo 27 giorni di regno, in un match durato poco più di un minuto.
Il 4 gennaio 2021, si presentò nella puntata di Raw dedicata alle leggende e sfidò il WWE Champion Drew McIntyre ad un match titolato per la Royal Rumble. Il 31 gennaio, durante l'evento, Goldberg ha affrontato McIntyre per il titolo WWE ma è stato sconfitto.
Tornò il 19 luglio 2021 a Raw e sfidò il WWE Champion Bobby Lashley per SummerSlam. Dopo l'iniziale rifiuto del campione, il 2 agosto match fu ufficializzato, ma all'evento il match fu interrotto dall'arbitro a causa di un infortunio di Goldberg (kayfabe).
Ritornò un'ultima volta il 16 giugno 2025 per sfidare Gunther a Saturday Night's Main Event con in palio il World Heavyweight Championship nel match di ritiro di The Man. Il 14 luglio 2025 fu sconfitto nell'ultimo match della sua carriera.

## Oltre il wrestling
In seguito al suo primo abbandono alla WWE, avvenuto nel marzo del 2004, divenne il commentatore della federazione di arti marziali miste della Elite Xtreme Combat, fino alla chiusura di quest'ultima nell'ottobre del 2008. Dal 2007 al 2010 fu il conduttore di un programma sulle corse chiamato Bullrun, mentre dal 2009 al 2011 fu ospite di Garage Mahal.
Durante la sua carriera, si è impegnato anche nel cinema, avendo interpretato diversi ruoli in alcune pellicole, tra cui Babbo Natale in Santa's Slay (2005) e Joey Battaglio in L'altra sporca ultima meta (2005).

## Vita privata
Goldberg è ebreo, ed è sposato dal 2005 con la stuntwoman Wanda Ferraton, da cui ha avuto un figlio, Gage AJ (2006).
È un attivista per la protezione degli animali. Possiede un monster truck e venticinque auto d'epoca.

## Personaggio

### Mosse finali
- Jackhammer (Delayed vertical suplex powerslam)
- Spear

### Soprannomi
- "Da Man"
- "The Iconic"
- "The Myth"
- "The Unbeatable"

## Titoli e riconoscimenti

### Football americano
- World Bowl: 1

Sacramento Surge: 1992

### Wrestling
- Pro Wrestling Illustrated
  - Most Inspirational Wrestler of the Year (1998)
  - Rookie of the Year (1998)
  - Comeback of the Year (2016)
  - 2º tra i 500 migliori wrestler singoli nella PWI 500 (1998)
- Rolling Stone
  - 5º tra i 10 migliori wrestler dell'anno (2016)
- World Championship Wrestling
  - WCW United States Heavyweight Championship (2)
  - WCW World Heavyweight Championship (1)
  - WCW World Tag Team Championship (1) – con Bret Hart
  - 5º WCW Triple Crown Champion
- WWE
  - World Heavyweight Championship (1)
  - WWE Universal Championship (2)
  - WWE Hall of Fame (classe del 2018)
- Wrestling Observer Newsletter
  - Rookie of the Year (1998)

## Filmografia

### Cinema
- Universal Soldier: The Return, regia di Mic Rodgers (1999)
- Pronti alla rissa (Ready to Rumble), regia di Brian Robbins (2000)
- Looney Tunes: Back in Action, regia di Joe Dante (2003)
- L'altra sporca ultima meta (The Longest Yard), regia di Peter Segal (2005)
- The Kid & I, regia di Penelope Spheeris (2005)
- Santa's Slay, regia di David Steiman (2005)
- Infiltrato speciale 2 (Half Past Dead 2), regia di Art Camacho (2007)
- Kill Speed, regia di Kim Bass (2010)
- Nine Legends, regia di David Sinnott - documentario (2016)
- Enter the Fist and the Golden Fleece, regia di Alexander Wraith (2016)
- American Satan, regia di Ash Avildsen (2017)
- Check Point, regia di Thomas J. Churchill (2017)
- Con Man, regia di Bruce Caulk (2018)

### Televisione
- Love Boat - The Next Wave - serie TV, 1 episodio (1998)
- The Jesse Ventura Story, regia di David Jackson - film TV (1999)
- Fall Brawl - film TV (2000)
- Prima o poi divorzio! - serie TV, 1 episodio (2002)
- Arli$$ - serie TV, 1 episodio (2002)
- Desperate Housewives - serie TV, 1 episodio (2005)
- Law & Order - Unità vittime speciali (Law & Order: Special Victims Unit) - serie TV, 1 episodio (2007)
- Guys Choice, regia di Joel Gallen - film TV (2007)
- Cubed - serie TV, 2 episodio (2010)
- Staged - serie TV, 1 episodio (2012)
- The Goldbergs - serie TV, 8 episodi (2017-2020)
- The Flash - serie TV, 2 episodi (2018)
- Schooled - serie TV, 1 episodio (2019)
- NCIS: Los Angeles - serie TV, 6 episodi (2018-2023)

### Doppiatore
- I Griffin (Family Guy) - serie TV (2002)
- Kim Possible - serie TV (2002)
- WWE 2K14 - videogioco (2013)

## Doppiatori italiani
Nelle versioni in italiano delle opere in cui ha recitato, Bill Goldberg è stato doppiato da:
- Roberto Stocchi in Infiltrato speciale 2, The Goldbergs
- Mario Bombardieri in L'altra sporca ultima meta
- Daniele Valenti in Desperate Housewives
- Massimiliano Plinio in Law & Order - Unità vittime speciali
- Pasquale Anselmo in Santa's Slay
- Claudio Fattoretto in Universal Soldier: The Return
- Paolo Buglioni in The Flash
- Roberto Draghetti in NCIS: Los Angeles (st. 10-11)
- Dario Oppido in NCIS: Los Angeles (st. 13-14)